# Illiopolis
Illiopolis es una villa ubicada en el condado de Sangamon en el estado estadounidense de Illinois. En el Censo de 2010 tenía una población de 891 habitantes y una densidad poblacional de 751,13 personas por km².

## Geografía
Illiopolis se encuentra ubicada en las coordenadas 39°51′5″N 89°14′52″O / 39.85139, -89.24778. Según la Oficina del Censo de los Estados Unidos, Illiopolis tiene una superficie total de 1.19 km², de la cual 1.19 km² corresponden a tierra firme y (0%) 0 km² es agua.

## Demografía
Según el censo de 2010, había 891 personas residiendo en Illiopolis. La densidad de población era de 751,13 hab./km². De los 891 habitantes, Illiopolis estaba compuesto por el 98.09% blancos, el 0.56% eran afroamericanos, el 0.11% eran amerindios, el 0% eran asiáticos, el 0% eran isleños del Pacífico, el 0.11% eran de otras razas y el 1.12% pertenecían a dos o más razas. Del total de la población el 0.45% eran hispanos o latinos de cualquier raza.